# 1946년 튀르키예 총선
1946년 튀르키예 총선은 1946년 7월 21일 튀르키예 전역에서 시행됐다. 공화인민당이 압승했다.

## 결과
|           |            |        |   |      |
| 정당      | 정당       | 득표수 | % | 의석 |
|           | 공화인민당 |        |   | 395  |
|           | 민주당     |        |   | 64   |
|           | 무소속     |        |   | 6    |
| 기권/무효 | 기권/무효  |        | – | –    |
| 합계      | 합계       |        |   | 465  |